# Jaca
Jaca [chaka] (aragonsky Chaca [čaka]) je město v autonomním společenství Aragonie ve Španělsku. Leží na severu provincie Huesca, na svazích Pyrenejí. Žije zde přibližně 14 tisíc obyvatel.
Městem prochází lokální železniční trať Huesca – Canfranc. Významnými památkami jsou románská katedrála sv. Petra a citadela z konce 16. století. V okolí města se nacházejí střediska zimních sportů.
Patronkou města je svatá Orosia.